# بازی ویدئویی متن‌باز

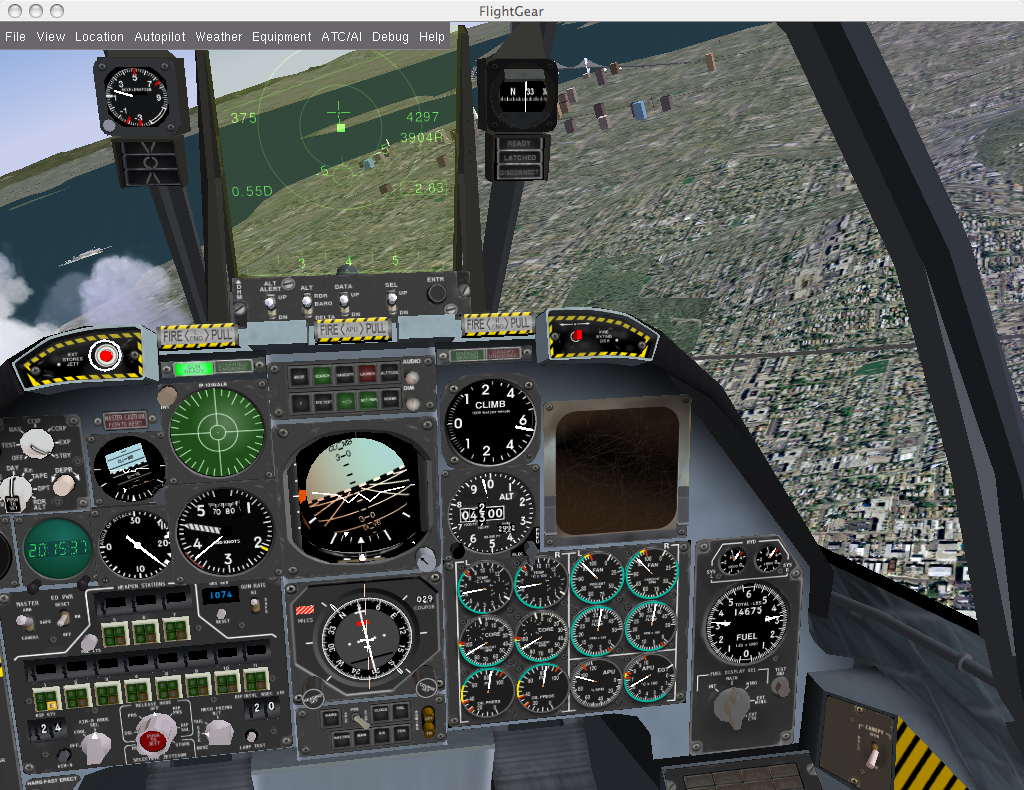
فلایت‌گیر شبیه‌ساز پرواز

بازی ویدئویی متن‌باز (انگلیسی: Open-source video game) یا به‌طور ساده بازی منبع‌باز، یک بازی ویدئویی است که کد منبع آن متن‌باز می‌باشد. آنها اغلب آزادانه قابل توزیع هستند و گاهی با پلتفرم‌های مختلف سازگار می‌باشند.

## تعریف و تمایز
همه بازی‌های متن‌باز، آزاد نیستند. برخی از بازی‌های متن‌باز حاوی محتوای غیر رایگان اختصاصی هستند. بازی‌های متن‌باز که آزاد هستند و محتوای منحصراً رایگان دارند مطابق با رهنمودهای نرم‌افزار آزاد دبیان، فرهنگ آزاد و محتوای باز هستند و گاهی بازی‌های آزاد نامیده می‌شوند. بسیاری از توزیع‌های لینوکس نیاز دارند که محتوای بازی آزادانه قابل بازتوزیع باشد، محدودیت‌های نرم‌افزار آزاد یا تجاری ممنوع است.

## پس‌زمینه

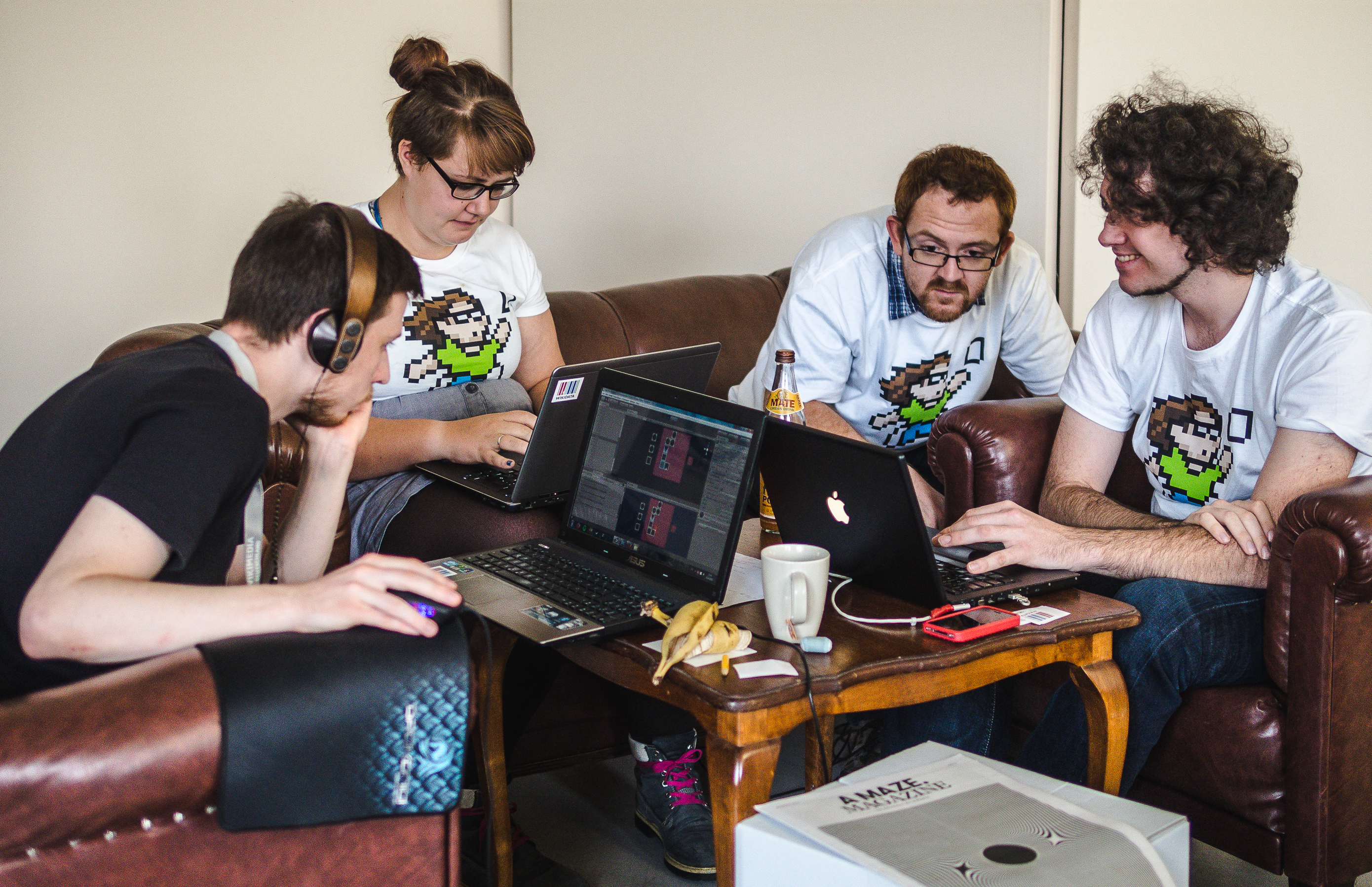
شرکت کنندگان در گیم جم دانش آزاد ۲۰۱۵، یک گیم جم منبع‌باز و داده‌باز.

به‌طور کلی، بازی‌های متن‌باز توسط گروه‌های نسبتاً کوچکی از افراد در اوقات فراغت خود توسعه می‌یابند و تمرکز اصلی بر سود نیست. بسیاری از بازی‌های متن‌باز، پروژه‌های داوطلبانه هستند و به همین دلیل، توسعه‌دهندگان بازی‌های آزاد اغلب برای سرگرمی و علاقه‌مندان هستند. نتیجه این امر این است که بازی‌های متن‌باز اغلب به زمان بیشتری برای کامل شدن نیاز دارند، کمتر رایج هستند و اغلب فاقد ارزش تولید عناوین تجاری هستند. در دهه ۱۹۰۰ یک چالش برای ساخت محتوای باکیفیت برای بازی‌ها، کمبود در دسترس بودن یا قیمت بیش از حد ابزارهایی مانند مدل‌ساز سه‌بعدی یا مجموعه‌های ابزار برای طراحی سطح بود.
در سال‌های اخیر، این تغییر و در دسترس بودن ابزارهای متن‌باز مانند بلندر، موتورهای بازی و کتابخانه‌ها، بازی‌های ویدئویی متن‌باز و مستقل را هدایت کردند. موتورهای بازی اف‌ال‌اواس‌اس (FLOSS)، مانند موتور بازی گودو، و همچنین کتابخانه‌هایی مانند اس‌دی‌ال، به‌طور فزاینده‌ای در توسعه بازی، حتی آنهایی که اختصاصی هستند، رایج‌اند. با توجه به اینکه هنر بازی نرم‌افزار محسوب نمی‌شود، بحث‌هایی در مورد موانع فلسفی یا اخلاقی در فروش بازی وجود دارد که هنر آن اختصاصی است اما کل کد منبع نرم‌افزار رایگان است.

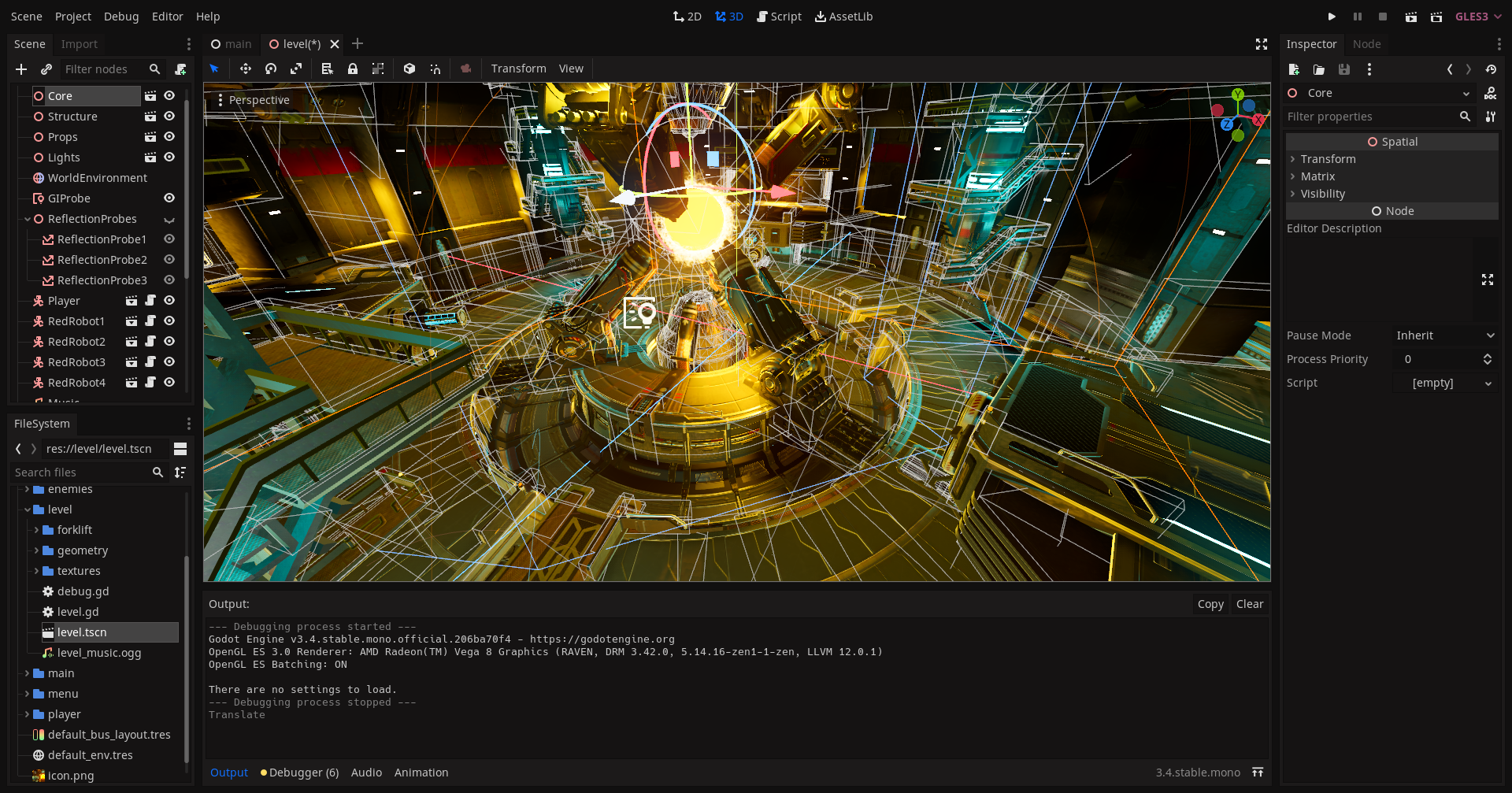
ویرایشگر موتور گودو